# 71783 Izeryna
71783 Izeryna este un asteroid din centura principală de asteroizi.

## Descriere
71783 Izeryna este un asteroid din centura principală de asteroizi. A fost descoperit pe 30 septembrie 2000 la Observatorul din Ondřejov de Petr Pravec și Peter Kušnirák. Asteroidul prezintă o orbită caracterizată de o semiaxă mare de 2,18 ua, o excentricitate de 0,12 și o înclinație de 2,1° în raport cu ecliptica.